# Schottische Badmintonmeisterschaft 2022
Die Schottische Badmintonmeisterschaft 2022 fand vom 4. bis zum 6. Februar 2022 in Perth statt.

## Medaillengewinner
| Disziplin    | Gold                            | Silber                              | Bronze                                |
| ------------ | ------------------------------- | ----------------------------------- | ------------------------------------- |
| Herreneinzel | Callum Smith                    | Joshua Apiliga                      | Ciar Pringle                          |
| Herreneinzel | Callum Smith                    | Joshua Apiliga                      | James Robertson                       |
| Dameneinzel  | Rachel Sugden                   | Abbie Brooks                        | Toni Woods                            |
| Dameneinzel  | Rachel Sugden                   | Abbie Brooks                        | Basia Grodynska                       |
| Herrendoppel | Alexander Dunn Adam Hall        | Christopher Grimley Matthew Grimley | Jack Macgregor Adam Pringle           |
| Herrendoppel | Alexander Dunn Adam Hall        | Christopher Grimley Matthew Grimley | Thomas Bethell Callum Crangle         |
| Damendoppel  | Julie MacPherson Ciara Torrance | Holly Newall Sarah Sidebottom       | Basia Grodynska Toni Woods            |
| Damendoppel  | Julie MacPherson Ciara Torrance | Holly Newall Sarah Sidebottom       | Eleanor O’Donnell Rachel Sugden       |
| Mixed        | Adam Hall Julie MacPherson      | Alexander Dunn Ciara Torrance       | Jack Macgregor Sarah Sidebottom       |
| Mixed        | Adam Hall Julie MacPherson      | Alexander Dunn Ciara Torrance       | Christopher Grimley Eleanor O’Donnell |